# Aeropuerto de Kiruna
El Aeropuerto de Kiruna (en sueco: Kiruna flygplats) (IATA: KRN, OACI: ESNQ) es el aeropuerto más septentrional de Suecia. Está situado a unos 10 km de la ciudad de Kiruna. 

## Aerolíneas y destinos
| Aerolíneas            | Destinos                                                                                    |
| --------------------- | ------------------------------------------------------------------------------------------- |
| Norwegian Air Shuttle | Estocolmo-Arlanda                                                                           |
| Scandinavian Airlines | Estocolmo-Arlanda, Umeå Estacional: Copenhague-Kastrup Estacional, chárter: Londres-Heatrow |

## Estadísticas
Ver fuente y consulta Wikidata.

## Accidentes e incidentes
El 15 de marzo de 2012, un C-130 Hercules de la Real Fuerza Aérea de Noruega se estrelló en la montaña Kebnekaise durante su aproximación al aeropuerto de Kiruna. Las cinco personas a bordo murieron.